# Kanton Romilly-sur-Seine-1
Kanton Romilly-sur-Seine-1 (fr. Canton de Romilly-sur-Seine-1) byl francouzský kanton v departementu Aube v regionu Champagne-Ardenne. Tvořilo ho 12 obcí. Zrušen byl po reformě kantonů 2014.

## Obce kantonu
- Crancey
- La Fosse-Corduan
- Gélannes
- Maizières-la-Grande-Paroisse
- Origny-le-Sec
- Orvilliers-Saint-Julien
- Ossey-les-Trois-Maisons
- Pars-lès-Romilly
- Romilly-sur-Seine (část)
- Saint-Hilaire-sous-Romilly
- Saint-Loup-de-Buffigny
- Saint-Martin-de-Bossenay